# Spike d'or
Le Spike d'or est la récompense la plus importante pour l'athlétisme en Belgique.

## Palmarès
| Année | Homme                       | Femme                 | Espoir homme                           | Espoir femme        | Équipe              | Handisport       |
| ----- | --------------------------- | --------------------- | -------------------------------------- | ------------------- | ------------------- | ---------------- |
| 1989  | Godfried Dejonckheere       | Véronique Collard     |                                        |                     |                     |                  |
| 1990  | Patrick Stevens             | Lieve Slegers         |                                        |                     |                     |                  |
| 1991  | Godfried Dejonckheere (2)   | Sylvia Dethier        |                                        |                     |                     |                  |
| 1992  | William Van Dijck           | Lieve Slegers         |                                        |                     |                     |                  |
| 1993  | Vincent Rousseau            | Sabrina De Leeuw      |                                        |                     |                     |                  |
| 1994  | Vincent Rousseau (2)        | Lieve Slegers         |                                        |                     |                     |                  |
| 1995  | Patrick Stevens             | Lieve Slegers (4)     |                                        |                     |                     |                  |
| 1996  | Patrick Stevens (3)         | Ann Mercken           |                                        |                     |                     |                  |
| 1997  | Mohammed Mourhit            | Marleen Renders       |                                        |                     |                     |                  |
| 1998  | Jonathan N'Senga            | Marleen Renders       |                                        |                     |                     |                  |
| 1999  | Mohammed Mourhit            | Marleen Renders (3)   |                                        |                     |                     |                  |
| 2000  | Mohammed Mourhit            | Veerle Dejaeghere     | Matthieu Van Diest                     | Mieke Geens         |                     |                  |
| 2001  | Mohammed Mourhit (4)        | Kim Gevaert           | Kevin Rans                             | Sigrid Vanden Bempt |                     |                  |
| 2002  | Cédric Van Branteghem       | Kim Gevaert           | Michael Velter                         | Elfje Willemsen     |                     |                  |
| 2003  | Cédric Van Branteghem (2)   | Kim Gevaert           | Xavier De Baerdemaeker                 | Olivia Borlée       |                     |                  |
| 2004  | Joeri Jansen                | Kim Gevaert           | Pieter Desmet                          | Lien Huyghebaert    |                     |                  |
| 2005  | François Gourmet            | Kim Gevaert           | Frédéric Xhonneux                      | Eline Berings       |                     |                  |
| 2006  | Kristof Beyens              | Tia Hellebaut         | Jonathan Borlée                        | Annelies Peetroons  |                     |                  |
| 2007  | Hans Van Alphen             | Kim Gevaert (6)       | Adrien Deghelt                         | Anne Zagré          |                     |                  |
| 2008  | Kévin Borlée                | Tia Hellebaut         | Kévin Borlée                           | Hannelore Desmet    |                     |                  |
| 2009  | Jonathan Borlée             | Eline Berings         | Thomas Van der Plaetsen Jeroen D'hoedt | Lindsey De Grande   |                     |                  |
| 2010  | Kévin Borlée                | Svetlana Bolshakova   | Julien Watrin                          | Hanne Van Hessche   |                     |                  |
| 2011  | Kévin Borlée (3)            | Élodie Ouédraogo      | Stef Vanhaeren                         | Marjolein Lindemans |                     |                  |
| 2012  | Hans Van Alphen (2)         | Tia Hellebaut (3)     | Dario De Borger                        | Nafissatou Thiam    |                     |                  |
| 2013  | Jonathan Borlée (2)         | Nafissatou Thiam      | Pieter-Jan Hannes                      | Justien Grillet     |                     |                  |
| 2014  | Thomas Van Der Plaetsen     | Nafissatou Thiam      | Mathias Broothaerts                    | Chloë Beaucarne     |                     |                  |
| 2015  | Philip Milanov              | Nafissatou Thiam      | Isaac Kimeli                           | Louise Carton       |                     |                  |
| 2016  | Thomas Van Der Plaetsen (2) | Nafissatou Thiam      | Ben Broeders                           | Renée Eykens        |                     |                  |
| 2017  | Philip Milanov (2)          | Nafissatou Thiam      | Simon Debognies                        | Hanne Maudens       |                     |                  |
| 2018  | Koen Naert                  | Nafissatou Thiam      | Jonathan Sacoor                        | Élise Vanderelst    |                     |                  |
| 2019  | Bashir Abdi                 | Nafissatou Thiam      | Thomas Carmoy                          | Paulien Couckuyt    | 4x400m masculin     |                  |
| 2020  | Non décerné                 | Non décerné           | Non décerné                            | Non décerné         | Non décerné         | Non décerné      |
| 2021  | Bashir Abdi                 | Nafissatou Thiam      | Jente Hauttekeete                      | Rani Rosius         | 4x400m masculin     | Peter Genyn      |
| 2022  | Bashir Abdi                 | Nafissatou Thiam      | Mimoun Abdoul Wahab                    | Helena Ponette      | 4x400m masculin     | Roger Habsch     |
| 2023  | Bashir Abdi                 | Cynthia Bolingo       | Clément Labar                          | Delphine Nkansa     | 4x400m féminin      | Roger Habsch (2) |
| 2024  | Bashir Abdi (5)             | Nafissatou Thiam (10) | Elie Bacari                            | Merel Maes          | 4x400m masculin (4) | Maxime Carabin   |